# Stade Benito-Stirpe
Le stade Benito-Stirpe (en italien, Stadio Benito Stirpe), est un stade de football situé à Frosinone dans la région du Latium.

## Histoire
Il est conçu au milieu des années 1970 et construit dans la seconde moitié des années 1980, il est resté inachevé depuis trente ans. Son achèvement a eu lieu entre 2015 et 2017 à l'initiative de l'équipe de football locale de Frosinone, qui a obtenu par la ville les droits de gestion du stade pendant 45 ans (jusqu'à 2061), afin de remplacer l'ancien stade municipal.
Il a une capacité de 16 227 places,, c'est le plus grand stade de la province, et le troisième du Latium après les deux grandes stades de Rome (Olimpico et Flaminio).
Il est dédié à la mémoire de Benito Stirpe, entrepreneur et président de Frosinone Calcio dans les années 1960, et père de Maurice, son successeur à la tête du club,.
Le coût total est de 20 millions d'euros, dont environ 15 millions d'euros pour les travaux de restructuration et de réalisation effectuée entre 2015 et 2017.

## Galerie

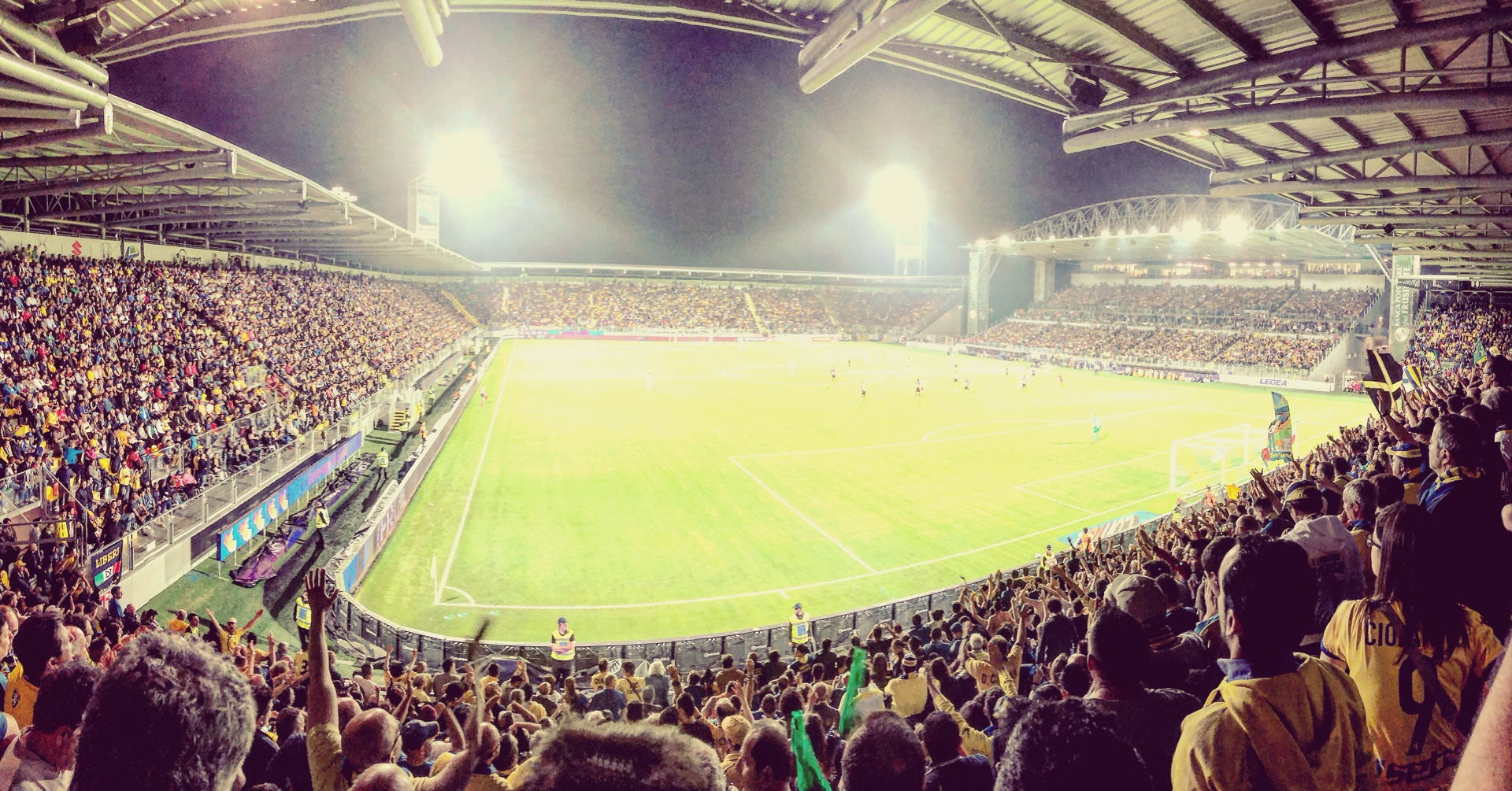
Le stade
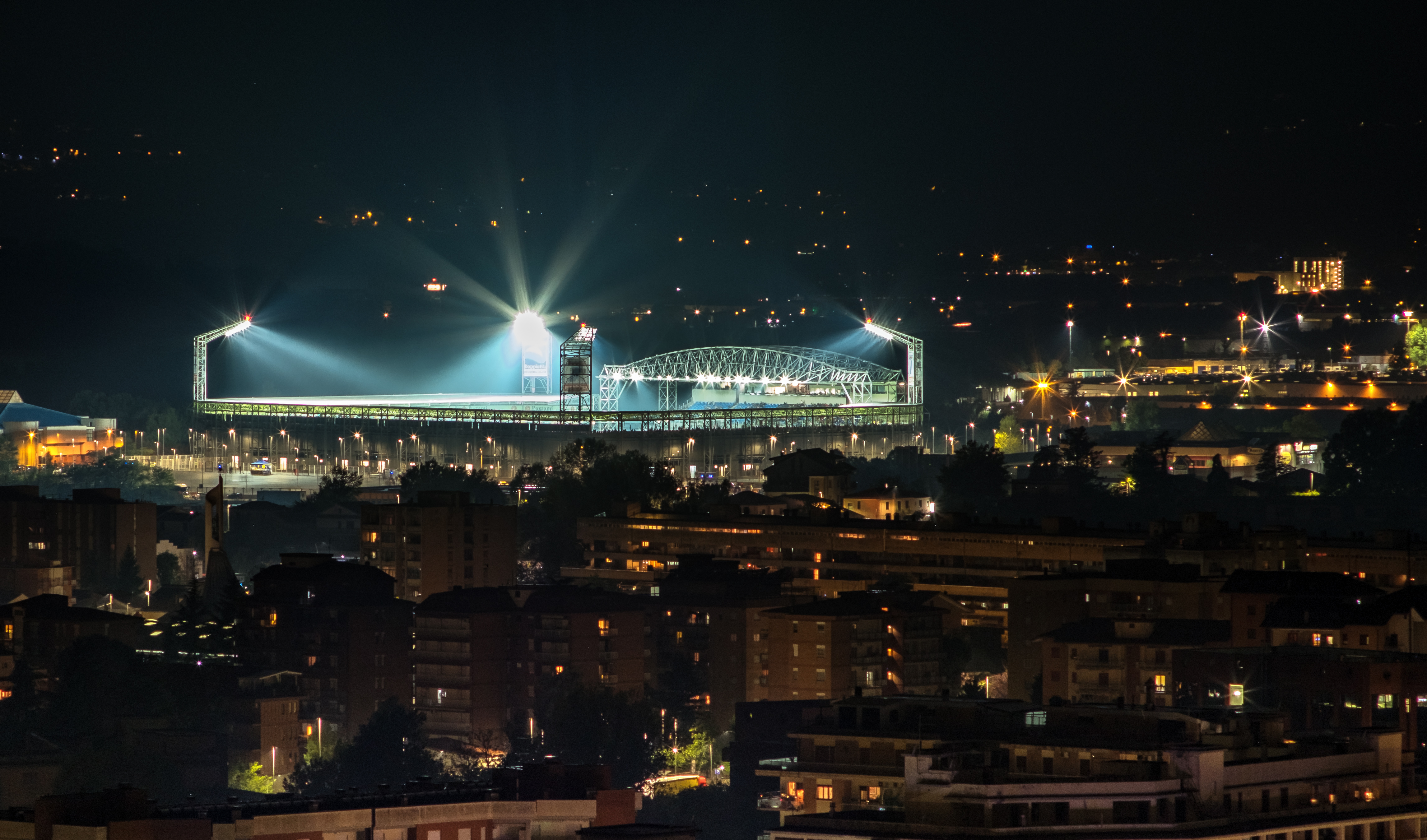
Le stade
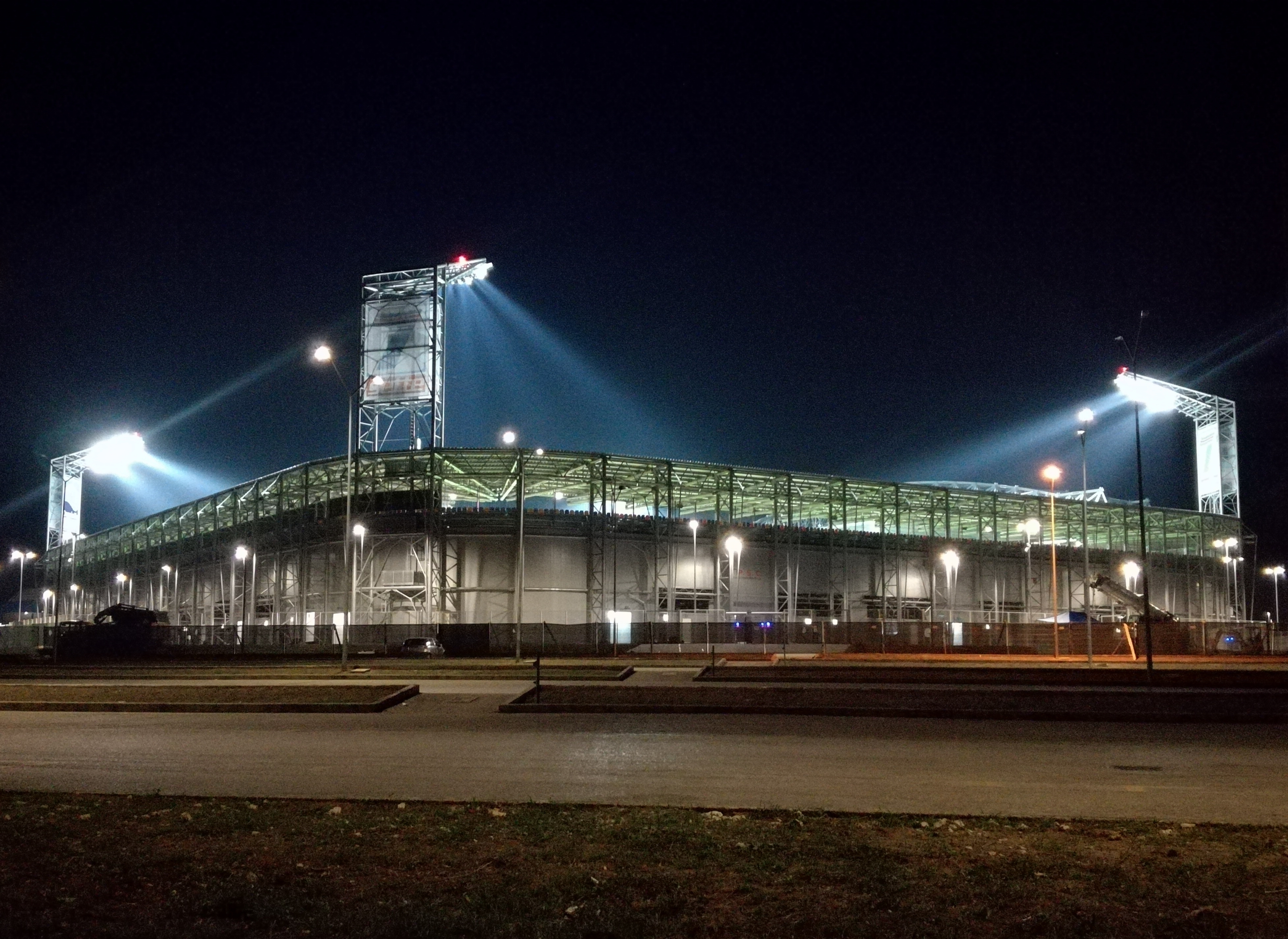
Le stade
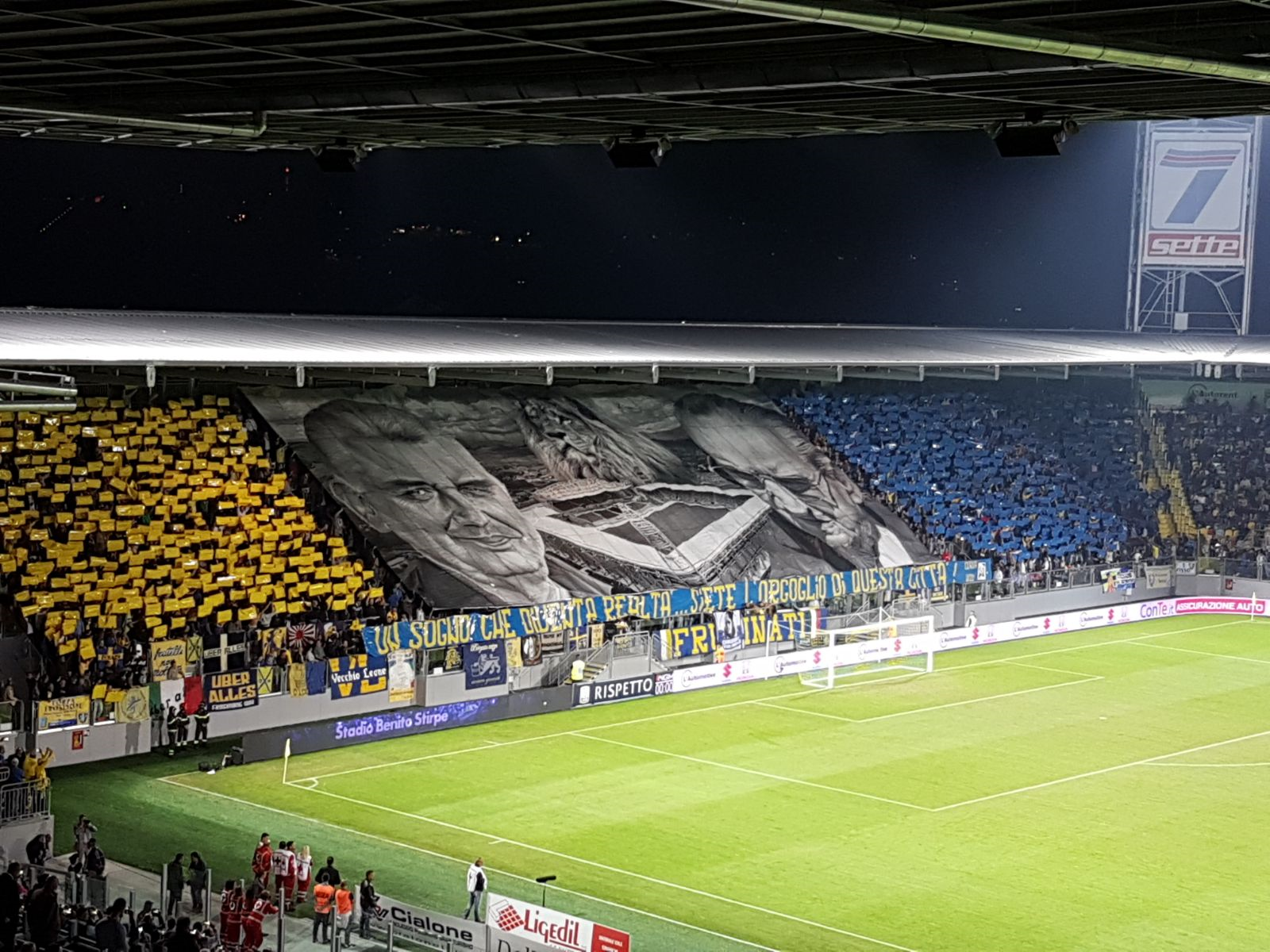
North Stand (Octobre 2017)
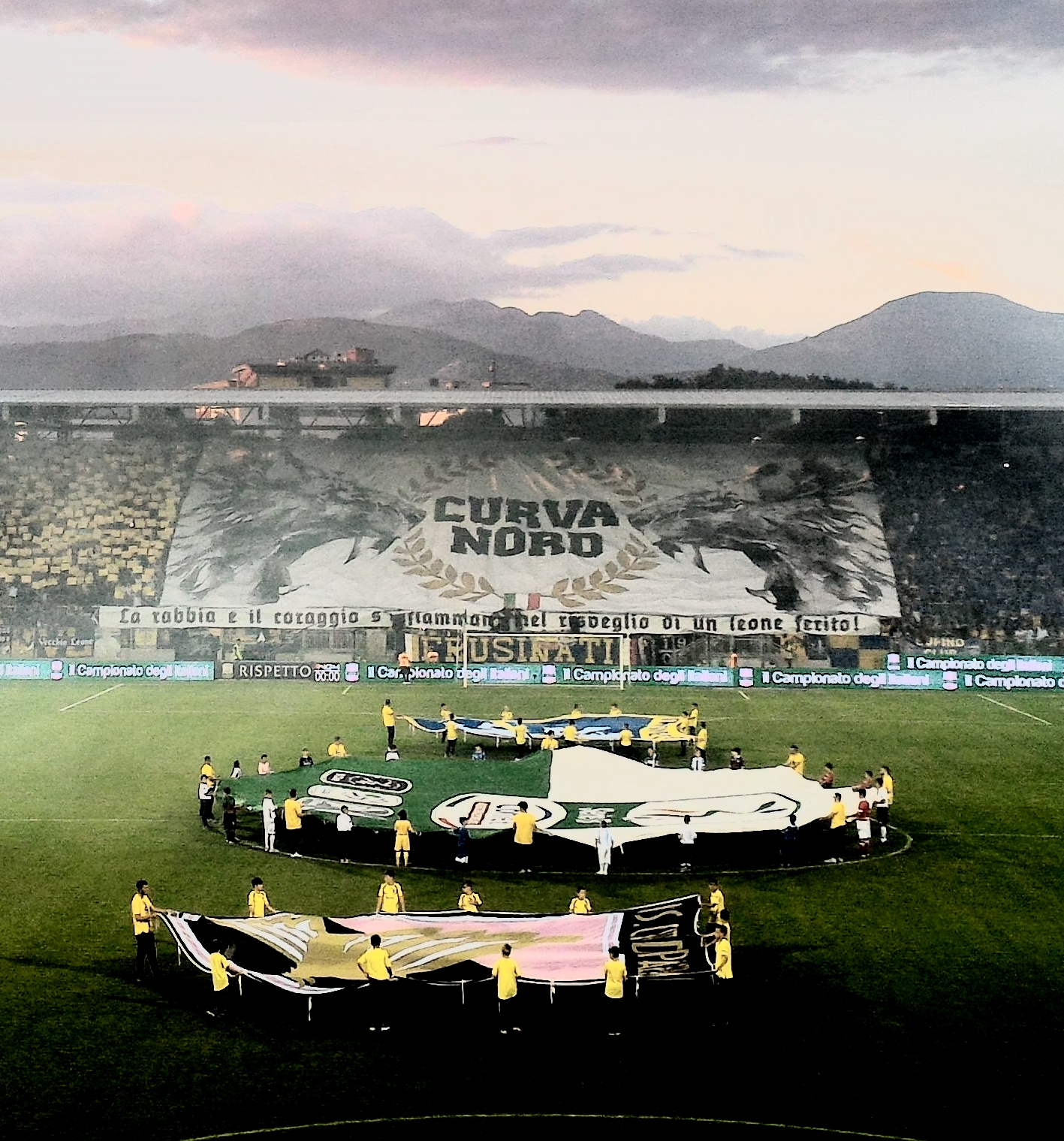
North Stand (Juin 2018)
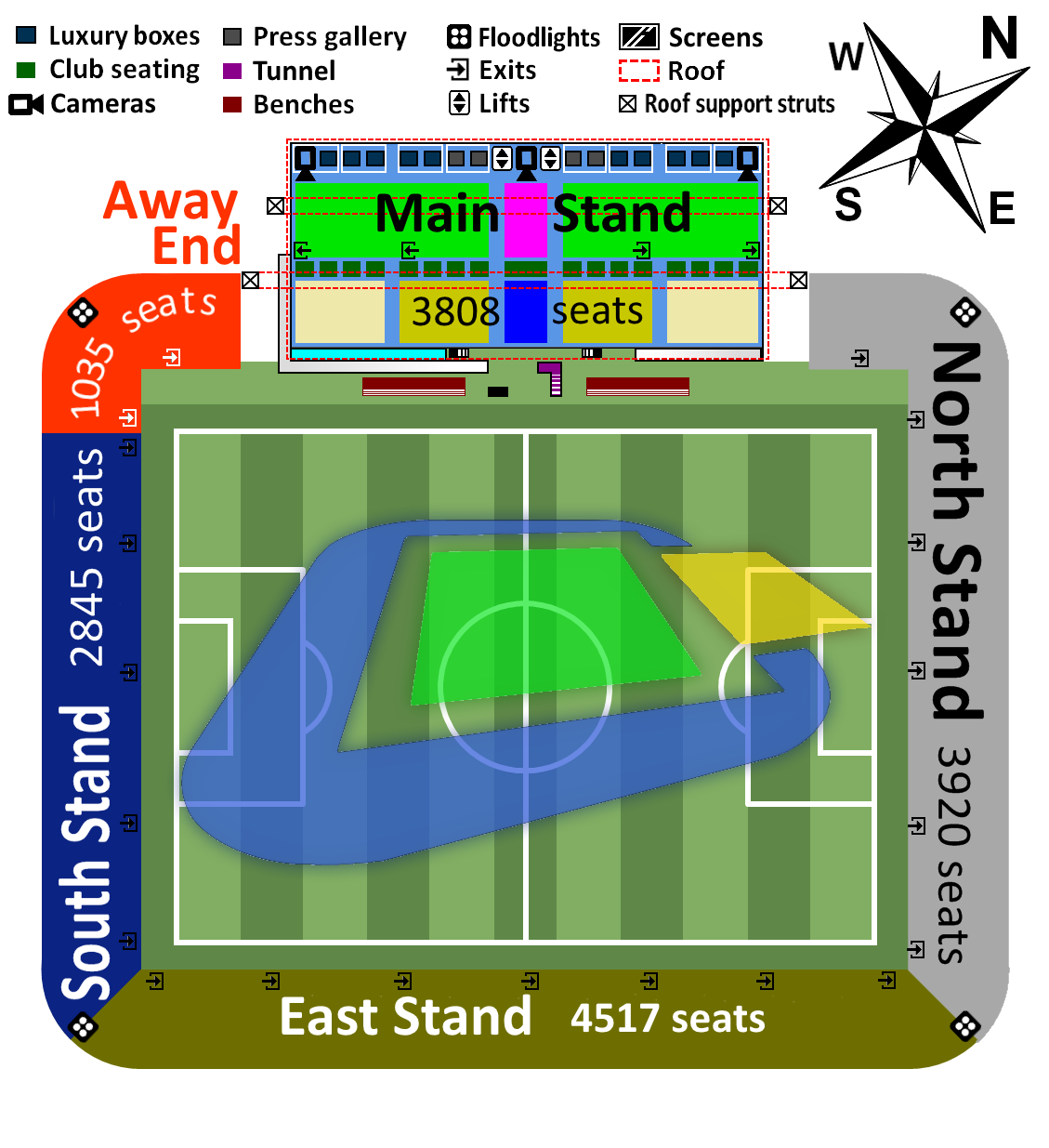
Plan du stade
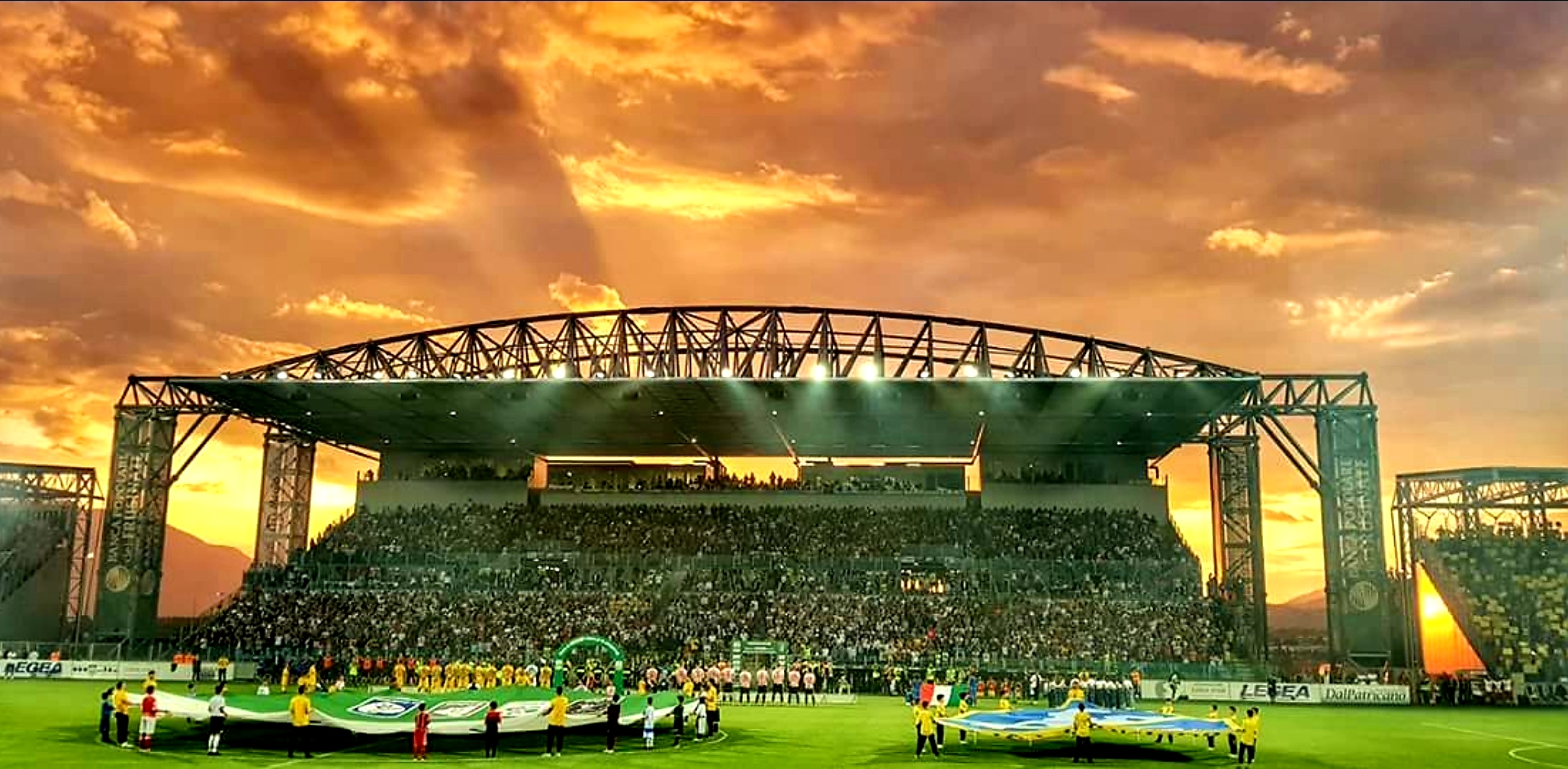
Main Stand
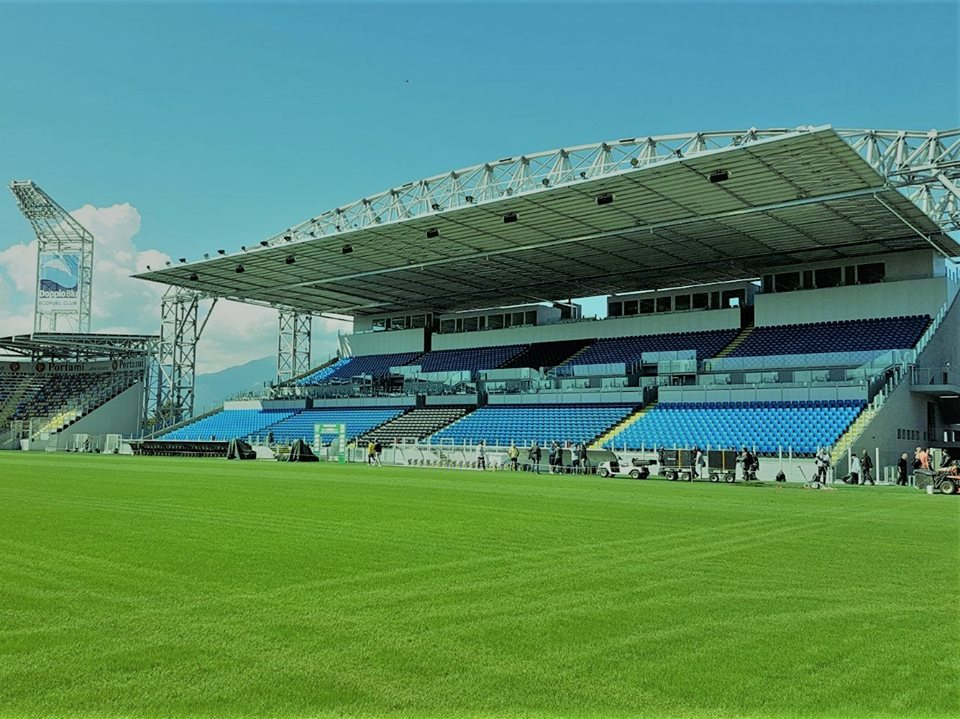
Main Stand